# Javier Rojo Gómez, Álamo Temapache
Javier Rojo Gómez är en ort i Mexiko.   Den ligger i kommunen Álamo Temapache och delstaten Veracruz, i den sydöstra delen av landet, 210 km nordost om huvudstaden Mexico City. Javier Rojo Gómez ligger 67 meter över havet och antalet invånare är 198.
Terrängen runt Javier Rojo Gómez är kuperad västerut, men österut är den platt. Javier Rojo Gómez ligger nere i en dal. Runt Javier Rojo Gómez är det ganska tätbefolkat, med 58 invånare per kvadratkilometer. Närmaste större samhälle är Álamo, 17,6 km nordost om Javier Rojo Gómez. Omgivningarna runt Javier Rojo Gómez är en mosaik av jordbruksmark och naturlig växtlighet.